# John Whittaker (Politiker)
John Whittaker (* 7. Juni 1945 in Oldham, Lancashire) ist ein britischer Wirtschaftswissenschaftler und Politiker der UK Independence Party.

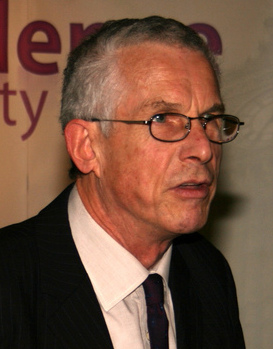
John Whittaker

## Leben
Whittaker studierte Atomphysik und erwarb einen BSc in Physik in London und einen PhD in Physik, sowie einen BA in Wirtschaftswissenschaften in Kapstadt. Seit den 1980er-Jahren ist er als Wirtschaftswissenschaftler tätig. Whittaker hatte einige Jahre einen Lehrauftrag an der Universität Kapstadt, sowie Gastlehraufträge an der City University Business School und der Nottingham University.
Von Juli 2004 bis Juli 2009 war Whittaker Abgeordneter im Europäischen Parlament. 2007 war Whittaker Chairman der UK Independence Party. Ihm folgte 2008 als Chairman Paul Nuttall. Heute unterricht er an der Lancaster University für den MBA: International Money and Banking im Fachbereich Wirtschaftswissenschaften.